# Lupinus roseolus
Lupinus roseolus är en ärtväxtart som beskrevs av Per Axel Rydberg. Lupinus roseolus ingår i släktet lupiner, och familjen ärtväxter. Inga underarter finns listade i Catalogue of Life.